# Thelyphonus gertschi
Espèce
Synonymes
- Abaliella gertschi Rowland, 1973

Thelyphonus gertschi est une espèce d'uropyges de la famille des Thelyphonidae.

## Distribution
Cette espèce est endémique de la province nord en Papouasie-Nouvelle-Guinée,. Elle se rencontre vers Kokoda.

## Description
La femelle holotype mesure 24,0 mm.

## Étymologie
Cette espèce est nommée en l'honneur de Willis John Gertsch.

## Publication originale
- Rowland, 1973 : New whipscorpions from New Guinea and the Solomon Islands (Thelyphonida, Arachnida). Occasional Papers Museum Texas Tech University, no 10, p. 1-8 (texte intégral).